# コルテノール級フリゲート
コルテノール級フリゲート（コルテノールきゅうフリゲート、オランダ語: Kortenaer klasse fregatten）は、オランダ海軍のフリゲートの艦級。標準フリゲート（Standaardfregatten）を略してS級フリゲート（S-fregatten）とも称される。

## 来歴
本級は、1950年代に建造された戦後第1世代の駆逐艦であるホラント級およびフリースラント級の更新用として計画された。1960年代の北大西洋条約機構（NATO）ではフリゲートの標準化を計画していたことから、1968年、オランダ海軍では、当時イギリス海軍が進めていたリアンダー級フリゲート後継艦（後の22型）の計画に参加することとした。1969年初頭の段階では、イギリス海軍が20隻、オランダ海軍が12隻を建造する計画であった。しかし後に、個艦防空ミサイルの機種選定を端緒として、船体設計などの要求事項に差異が顕在化し、1970年11月、オランダは計画から撤退した。
これを受けて、オランダ国内での独自設計が着手された。これによって建造されたのが本級である。なお、このように標準フリゲート（Standaardfregatten）としての計画があったことから、S級フリゲート（S-fregatten）とも称される。

## 設計
船体設計は、同時期のフランス海軍のジョルジュ・レイグ級駆逐艦と類似している。船首は逆向きのシアを付したクリッパー・バウ構造、船体は2層の全通甲板を備えた遮浪甲板船型で、15個の水密区画に区分されていた。舵は半釣合舵1枚であるが、これもジョルジュ・レイグ級と同様である。復原性確保のため、長さ/幅比（L/B比）は9.0と、比較的幅広の船型が採択されたことから、所要の速力性能と両立できるよう、慎重に設計が進められた。またフィンスタビライザー1組も装備されていた。
主機関は、先行するトロンプ級と同様、イギリス海軍の21型フリゲートのものが踏襲されており、巡航用のロールス・ロイス タインRM1Cと高速用のロールス・ロイス オリンパスTM3Bを組み合わせたCOGOG方式とされた。機関部は高度に自動化されており、機関員はわずか29名で済んでいる。機関配置も21型と同様でパラレル配置を採用しており、前方から、前部補機室、第1機械室（オリンパス2基）、第2機械室（タイン2基および減速機）、後部補機室の順に配置されている。
電源は、450ボルト、60ヘルツの三相交流であり、SEMT ピルスティクPA4ディーゼルエンジンによって駆動される出力750 kWの発電機を4基搭載した。また補助ボイラー2缶およびエバポレーター2基を備えていた。

## 装備
標準フリゲートとしての計画もあり、本級の装備は原則的にNATOの標準的なものを採用しているが、電子装備については極力国産化された。

### C4ISR
本級はシステム艦として構築されており、その中核となる戦術情報処理装置としてはSEWACO-IIが搭載されている。リンク 10・11による戦術データ・リンクに対応した。
レーダーとしては、対空捜索用にはLバンドのLW-08、対水上捜索用にはXバンドのZW-06を搭載した。またソナーとしては、前期建造艦6隻ではSQS-505、後期建造艦4隻ではSQS-509を搭載した。なお、対空捜索レーダーを3次元式のSMART-Sに換装するとともにAN/SQR-18A曳航ソナーを追加搭載する計画もあったが、これは断念された。

### 武器システム
艦対艦ミサイルとしては、アメリカ製のハープーンを採用した。平時の搭載数は2発ないし4発であったが、戦時には定数の8発を搭載する計画であった。
個艦防空ミサイル・システム（PDMS）としては、NATOシー・スパロー・ミサイル・システムを搭載する。艦橋直前の01甲板レベルにMk.29 8連装ミサイル発射機を搭載しており、ミサイルの搭載弾数は24発である。その射撃指揮装置は砲射撃指揮装置と兼用で、前檣上にWM-25を、また艦橋構造物上にSTIRを備えているが、このうちWM-25には捜索中追尾（TWS）能力が付与されていた。
主砲としてはオート・メラーラ社製の62口径76mm単装速射砲（コンパット砲）を採用しており、最初の2隻は艦首甲板とハンガー上に1基ずつ装備していた。3番艦以降ではハンガー上の砲は70口径40mm単装機銃に変更され、76mm単装速射砲は艦首甲板の31番砲の1基のみとなったほか、1982年には1番艦の32番砲も40mm単装機銃に換装された。また1984年には、2番艦の32番砲がゴールキーパー 30mmCIWSに換装され、1989年より、残る全艦も同様にゴールキーパーを搭載する改修を受けた。

### 電子戦
初期建造艦5隻では、電子戦支援機能のみのスフィンクス電波探知装置を搭載していたが、後期建造艦5隻では、電子攻撃にも対応したラムセス電波探知妨害装置に変更された。またデコイ発射機としては、当初はイギリス製のコーバスを搭載していたが、後にアメリカ製のMk 36 SRBOCに換装された。

### 航空機
艦載ヘリコプターの格納庫としては、リンクスWG-13哨戒ヘリコプター2機分のスペースが確保されていたものの、平時の搭載定数は1機とされていた。

## 同型艦

### 一覧表
| オランダ海軍 | オランダ海軍                                                       | オランダ海軍                  | オランダ海軍    | オランダ海軍    | オランダ海軍    | オランダ海軍 | 退役/再就役後        | 退役/再就役後 | 退役/再就役後                          |
| #            | 艦名                                                               | 造船所                        | 起工            | 進水            | 就役            | 退役         | 再就役先             | #             | 艦名                                   |
| ------------ | ------------------------------------------------------------------ | ----------------------------- | --------------- | --------------- | --------------- | ------------ | -------------------- | ------------- | -------------------------------------- |
| F807         | コルテノール HNLMS Kortenaer                                       | ロイヤル スヘルデ             | 1975年 4月8日   | 1976年 12月18日 | 1978年 10月26日 | 1997年       | ギリシャ海軍         | F462          | コンドゥリオティス Κουντουριώτης       |
| F808         | カレンブルク HNLMS Callenburgh                                     | ロイヤル スヘルデ             | 1975年 9月2日   | 1977年 3月26日  | 1979年 7月26日  | 1994年       | ギリシャ海軍         | F459          | アドリアス Αδριάς                      |
| F809         | ヴァン・キンスベルケン HNLMS Van Kinsbergen                        | ロイヤル スヘルデ             | 1975年 9月2日   | 1977年 4月16日  | 1980年 4月24日  | 1995年       | ギリシャ海軍         | F461          | ナヴァリノン Ναβαρίνον                 |
| F810         | バンケルト HNLMS Banckert                                          | ロイヤル スヘルデ             | 1976年 2月25日  | 1978年 9月30日  | 1980年 10月29日 | 1993年       | ギリシャ海軍         | F460          | アイガイオーン Αιγαίον                 |
| F811         | ピエト・ハイン HNLMS Piet Hein                                     | ロイヤル スヘルデ             | 1977年 4月28日  | 1978年 6月3日   | 1981年 4月14日  | 1998年       | アラブ首長国連邦海軍 | F02           | アル・エミラート Al Emirat             |
| F816         | アブラハム・クリンセン HNLMS Abraham Crijnssen                     | ロイヤル スヘルデ             | 1978年 10月25日 | 1981年 5月16日  | 1983年 1月6日   | 1997年       | アラブ首長国連邦海軍 | F01           | アブ・ダビ Abu Dhabi                   |
| F823         | フィリップス・ヴァン・アルモンド HNLMS Philips van Almonde         | ウィルトン・ フェイエノールト | 1977年 10月1日  | 1979年 8月11日  | 1981年 12月2日  | 2002年       | ギリシャ海軍         | F465          | テミストクレス Θεμιστοκλής             |
| F824         | ブロイス・ヴァン・トレスロン HNLMS Bloys van Treslong              | ウィルトン・ フェイエノールト | 1978年 5月5日   | 1980年 11月15日 | 1982年 11月25日 | 2003年       | ギリシャ海軍         | F466          | ニケフォロス・フォカス Nikiforos Fokas |
| F825         | ヤン・ヴァン・ブラケル HNLMS Jan van Brakel                        | ロイヤル スヘルデ             | 1979年 11月16日 | 1981年 5月16日  | 1983年 4月14日  | 2001年       | ギリシャ海軍         | F464          | カナリス Κανάρης                       |
| F826         | ピーテル・フローリス HNLMS Pieter Florisz (ex-Willem van der Zaan) | ロイヤル スヘルデ             | 1981年 1月21日  | 1982年 5月8日   | 1983年 10月1日  | 2001年       | ギリシャ海軍         | F463          | ブブリナ Μπουμπουλίνα                  |

### 運用史
本級は、1974年に8隻、1976年には4隻が発注され、建造は1975年より開始された。ただし、1976年発注分の2隻はギリシャ海軍に売却されたため、1978年から1983年までに10隻就役した。その後、1993年より順次退役を開始し、2003年に「ブロイス・ヴァン・トレスロン」 (F824)が退役したことで、完全に退役した。退役艦は全艦が海外に売却され、8隻がギリシャ海軍、2隻がアラブ首長国連邦海軍で再就役している。また、パフラヴィー朝時代のイラン海軍が改良型コルテノール級を8隻発注したが、こちらは1979年のイラン・イスラム革命勃発によりキャンセルされた。

### 準同型艦
ヤコブ・ファン・ヘームスケルク級フリゲート
主砲や航空設備などとバーターでターター・システムを搭載した防空艦。2隻が建造され、1985年より就役を開始したが、2005年に2隻そろってチリ海軍に売却された。Mk.74 ミサイル射撃指揮装置や3次元レーダーを搭載しないなどトロンプ級のターター・システムより簡易的な構成となっており、また、主砲を搭載しない一方でPDMSは残すなど、特徴的な設計である。
ブレーメン級フリゲート（ ドイツ海軍）
機関がCODOG方式のガスタービンエンジン2基とディーゼルエンジン2基で51,600HP、CIWSがゴールキーパー1基からMk 49 RAM近接防御SAM 21連装発射機 2基、艦橋上のレドームの架台形状、煙突前部にラティス・マストの追加などの相違がある。
エリ級フリゲート（ ギリシャ海軍）
ギリシャ海軍が、オランダ海軍の1976年発注分2隻を建造途中に購入。76mm単装砲が2m延長されたヘリコプター格納庫上に追加されている。CIWSが30mm ゴールキーパー×1基から20mm ファランクス×2基に変更されるなどの相違がある。